# Partido Rexista
O Partido Rexista, Rexismo ou simplesmente Rex (Francês: Parti Rexiste) foi um partido e movimento político fascista de cunho nacionalista, autoritário, corporativista e conservador católico de extrema-direita atuante na Bélgica de 1935 até 1945. O partido foi fundado por um jornalista, Léon Degrelle, e, ao contrário de outros partidos fascistas na Bélgica naquele tempo, defendeu um Estado unitário e a monarquia. Inicialmente o partido atuou tanto na Flandres quanto na Valônia, mas nunca alcançou muito sucesso fora da Valônia e Bruxelas. Seu nome foi derivado do jornal católico e editora Christus Rex (Latim de Cristo Rei).
O melhor momento do Rex foi a conquista de 21 deputados em um total de 202 (com 11.4% dos votos) e 12 senadores nas eleições de 1936. Nunca foi um movimento de massa, que esteve em declínio em 1938. Durante a ocupação alemã na Bélgica na Segunda Guerra Mundial, o Rex foi o maior grupo colaborador na Bélgica francófona, em paralelo com o Vlaams Nationaal Verbond (VNV) na Flandres. Ao final da guerra, o Rex foi banido após a libertação do país.
Inicialmente moldado no Fascismo Italiano e na Falange Espanhola, o partido mais tarde se aproximou do Nazismo alemão. O Partido defendia uma "revolução de direita" e o domínio da Igreja Católica belga, mas sua ideologia veio a ser vigorosamente contestada pelo líder da Igreja Belga, o cardeal van Roey, que afirmava que Rexismo era um "perigo para a Igreja e para o país".

## Ideologia
A ideologia do Rex, na qual foi abertamente baseado nos escritos de Jean Denis, clamava pela "renovação da moral" da sociedade belga pela supremacia da Igreja Católica, através da formação de uma sociedade corporativista e abolindo a democracia liberal. Denis tornou-se um membro entusiasta do Rexismo e mais tarde escreveu para o jornal do partido, o Le Pays Réel. O programa original do Rex tomou emprestado o Integralismo de Charles Maurras. Além de rejeitar o liberalismo, considerando-o "decadente", era também fortemente contrário ao marxismo e ao capitalismo, empenhando-se por um modelo de economia corporativista, idealizando uma vida rural baseada nos ditos valores da família.
Em seu começo — até por volta de  1937 — o Rexismo não poderia ser chamado de "fascista" de forma categórica. Configurava-se mais como um movimento popular, nacionalista, autoritário e conservador católico, que inicialmente tentou ganhar o poder por vias democráticas, planejando manter suas instituições. O partido cada vez intensificava o estilo retórico fascista, mas foi só após a derrota de Degrelle na eleição de 1937 que o antissemitismo e anti-parlamentarismo foi largamente adotado, seguindo o modelo do Nazismo alemão. O historiador e especialista Roger Griffin diz que o Rexismo adotou características fascistas apenas durante a ocupação da Alemanha na Bélgica, antes disso era um partido proto-fascista.
O movimento Rexista atraiu apoio quase que exclusivamente da Valônia. Em 6 de Outubro de 1936, Degrelle fez um acordo secreto com a sua oposição, a Vlaams Nationaal Verbond (VNV; "União Nacional Flamenca") liderada pelo Staf De Clercq. Ambos os movimentos lutavam por um sistema corporativista, mas, ao contrário dos Rexistas, a VNV objetivava a separação da Flandres da Bélgica e uni-la à Holanda. O lado Flamenco cancelou o acordo depois de apenas 1 ano. Também encontraram competição ideológica da similar (mas explicitamente anti-alemã) Légion Nationale ("Legião Nacional") de Paul Hoornaert.

## Política pré-guerra
O Partido Rexista foi fundado em 1935, depois do seu líder Léon Degrelle ter deixado o principal partido católico, do qual acusava de ser muito moderado. Mirava o eleitorado descontente, como os católicos tradicionalistas, veteranos, pequenos comerciantes e desempregados. Nos tempos da Depressão, começou a ganhar uma popularidade considerável — muito devido ao carisma dos seus líderes. O seu maior sucesso foi quando ganharam 11.5% dos votos na eleição de 1936 Logo, o Partido Rexista pode tomar 21 das 202 cadeiras na Câmera do Deputados e 8 de 101 no Senado, transformando-o na quarta maior força no Parlamento, atrás apenas dos maiores partidos estabelecidos (Trabalhadores, Católicos, Liberais). No entanto, o eleitorado do partido era extremamente localizado: Rexistas teve êxito em conquistar mais de 30% dos votos na francófona Província de Luxemburgo, comparado com apenas 9% na também francófona Hainaut. Degrelle admirava a ascensão de  Adolf Hitler ao poder e aos poucos imitou seu tom de voz e estilo de sua campanha fascista, enquanto os movimentos ligados à Igreja Católica Romana eram cada vez mais repudiados pelo clero belga. Rexismo recebeu subsídios tanto de Hitler quanto de Mussolini.
Degrelle disputou em abril de 1937 a eleição de Bruxelas contra o Primeiro Ministro Paul van Zeeland do Partido Católico, que foi — para evitar a vitória dos Rexistas — apoiado por todos os outros partidos, incluindo até mesmo os comunistas. A Aquidiocese de Malinas-Bruxelas e o arcebispo da Igreja Católica da Bélgica, Jozef-Ernest Cardinal van Roey, interveio, repreendeu eleitores Rexistas e clamou que o Rexismo é "um perigo para o país e para a Igreja". Degrelle foi decisivamente derrotado: ele perdeu com 20% dos votos.
Mais tarde, o partido alinhou-se com os interesses da Alemanha Nazista, só que ainda mais forte, incorporando o antissemitismo em sua política. Ao mesmo tempo, sua popularidade caiu acentuadamente. Nas eleições de 1939, a proporção de votos do Rex caiu para 4.4% e o partido perdeu 17 das 21 cadeiras, principalmente para os partidos Católico e Liberal.

## Segunda Guerra Mundial
Com a invasão da Alemanha na Bélgica em 1940, o Rexismo ofereceu suporte à ocupação alemã, apesar de inicialmente ter conduzido uma política de neutralidade. Enquanto alguns Rexistas  partiram para a resistência oculta ou (como José Streel) afastaram-se da política depois de terem entrando em contato com a política nazista de anticlericalismo e de extremo antissemitismo aplicada em sua ocupação na Bélgica, muitos Rexistas, no entanto, orgulhosamente apoiaram os ocupantes e auxiliaram as forças alemãs com toda a repressão que puderam. Não obstante, a popularidade do Partido continuou a cair. Em 1941, numa reunião em Liège, Degrelle foi vaiado por aproximadamente cem membros.
Em Agosto de 1944, a milícia Rexista foi responsável pelo Massacre de Courcelles.

### Colaboração
Intimamente ligado com o Rex, a Légion Wallonie era uma organização paramilitar que depois se tornou a "Wallonien", Divisão da Waffen SS. Depois que a Operatição Barbarossa começou, a Légion Wallonie e seu "conterrâneo" flamenco, a Legion Flandern enviou respectivamente 25,000 e 15,000 voluntários para lutar contra a União Soviética. Degrelle assumiu o comando da Wallonien divisão, onde ele lutou na Frente Oriental. Enquanto Degrelle estava ausente, a liderança foi passada para Victor Matthys.

## Fim do Rexismo
A partir da libertação da Bélgica em Setembro 1944, o partido foi banido. Com a queda da Alemanha Nazista em 1945, muitos Rexistas foram  presos ou executados por suas colaborações. Victor Matthys e José Streel foram ambos executados por pelotão de fuzilamento, Jean Denis (que teve uma pequena participação durante a guerra) foi aprisionado.
Degrelle se refugiou na Espanha Franquista. Ele foi condenado por traição in absentia na Belgica e condenado à morte, mas seguidos pedidos de extradição foram rejeitados pelo governo espanhol. Destituído de sua cidadania e excomungado, Degrelle morreu em Málaga, em 1994.

## Referencias
1. 1 2 3 4 5  Étienne, Jean-Michel (1968). Le mouvement Rexiste jusqu'en 1940. [S.l.]: Armand Colin
2. 1 2  Griffiths, Richard (2005). Fascism 2nd ed. [S.l.]: Continuum. p. 117
3. 1 2  Feldman, Matthew; Turda, Marius (2008). «Introduction». Clerical Fascism in Interwar Europe. [S.l.]: Routledge. p. xvi
4. 1 2  Cook, Bernard A. (2005). Belgium: A History 3rd ed. [S.l.]: Peter Lang. p. 118
5. 1 2 3 4  Griffin, Roger (1991). The Nature of Fascism. [S.l.]: Pinter
6. 1 2 3 4 5 6  Gerard, Emmanuel; Van Nieuwenhuyse, Karel (2010). Scripta Politica: Politieke Geschiedenis van België in Documenten (1918–2008) 2e herwerkte dr. ed. Leuven: Acco. p. 112. ISBN 9789033480393
7. 1 2  Art, David (2008). "The Organizational Origins of the Contemporary Radical Right: The Case of Belgium". [S.l.]: Tufts University. p. 4. Consultado em 2 de março de 2019
8. 1 2  Art, David (2011). «Parties of Poor Souls». "Inside the Radical Right: The Development of Anti-Immigrant Parties in Western Europe". [S.l.]: Cambridge University Press. p. 66. ISBN 1139498835. Consultado em 2 de março de 2019
9. 1 2  Richard Bonney Confronting the Nazi War on Christianity: the Kulturkampf Newsletters, 1936-1939; International Academic Publishers; Bern; 2009 ISBN 978-3-03911-904-2; pp. 175-176
10. 1 2  Brustein (1988).
11. ↑  Geheim akkoord tussen Rex en VNV quoted in Gerard, Emmanuel; Van Nieuwenhuyse, Karel, eds. (2010).
12. ↑  Capoccia, Giovanni (2005).
13. ↑  De Wever, Bruno (2006).
14. ↑  Paxton, Robert O. (2004).
15. ↑  Richard Bonney Confronting the Nazi War on Christianity: the Kulturkampf Newsletters, 1936-1939; International Academic Publishers; Bern; 2009 ISBN 978-3-03911-904-2; pp. 174-175.
16. 1 2  di Muro, Giovanni F. (2005).
17. 1 2  di Muro, Giovanni F. (2005).
18. ↑  Degrelle, Léon (1985).
19. ↑  Domenico, Roy P. (ed.